# Milíř

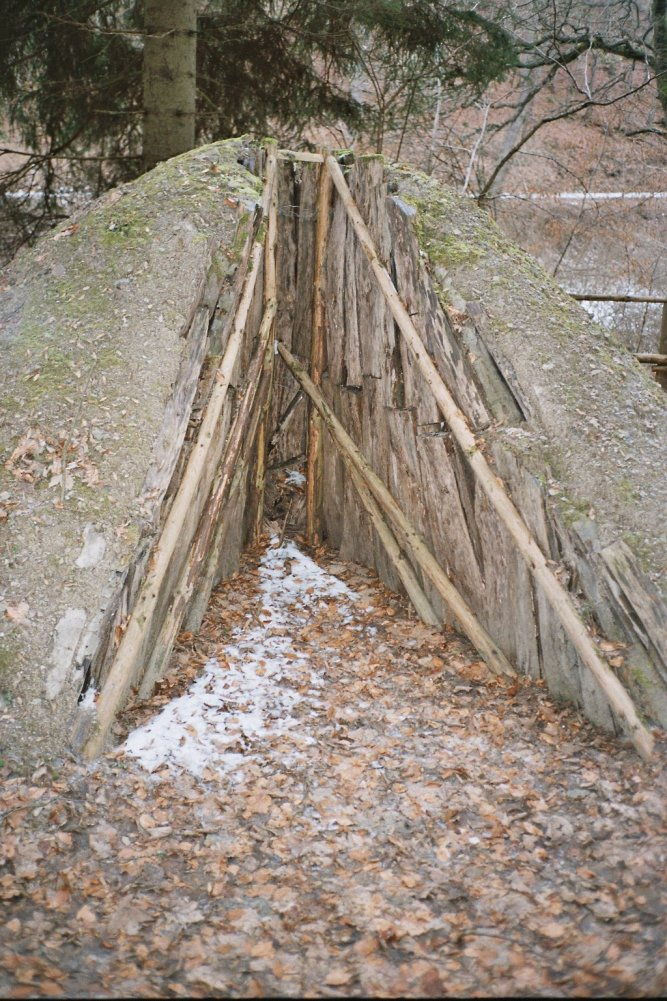
Průřez milířem

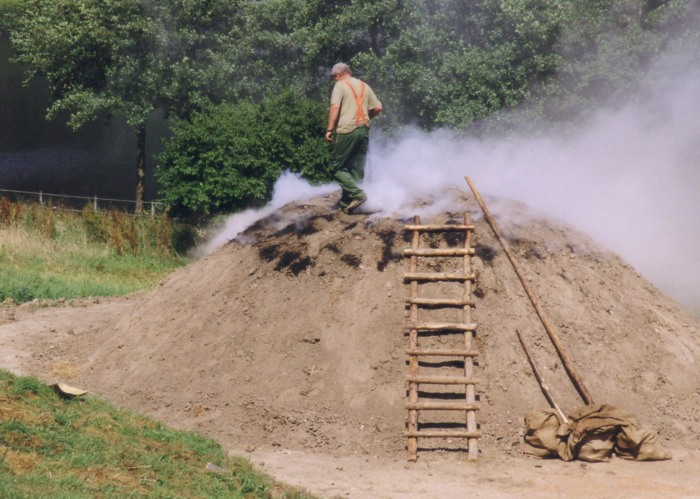
Milíř v německém skanzenu

Milíř je už od starověku používané zařízení pro výrobu dřevěného uhlí. Zajišťuje pomalé hoření za minimálního přístupu vzduchu, ale při relativně vysoké teplotě, přičemž uvnitř milíře dochází ke karbonizaci dřeva.

## Princip a technologie

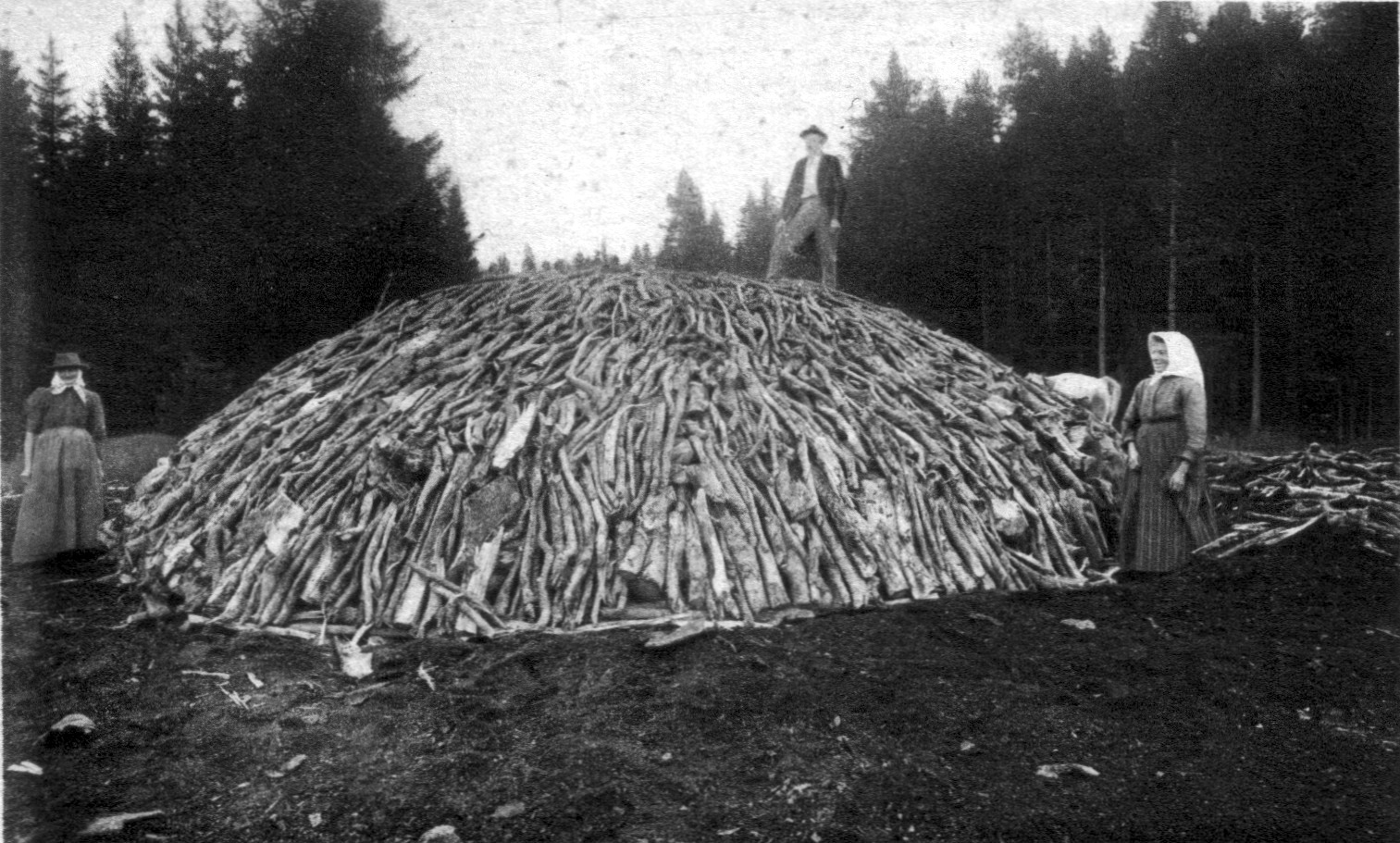
Navršené dřevo před zakrytím hlínou (kolem r. 1890)

Milíř je velkou hranicí dřeva, která je zvenku utěsněna hlínou. V hliněném obalu je na počátku několik otvorů, aby do milíře mohl vnikat vzduch při jeho rozhořívání. Poté jsou otvory utěsněny a přísun vzduchu je regulován na velmi nízké úrovni. Milíř poté několik desítek hodin doutná za minimálního přístupu vzduchu a uvnitř probíhá za vysoké teploty karbonizace dřeva. Pak se nechá milíř vychladnout a po jeho zbourání se může vzniklé uhlí vyjmout. Ze 100 kg dřeva se získá přibližně 20 kg dřevěného uhlí.
V Evropě se používaly dva základní druhy milířů
- Ležatý milíř – V Česku se prakticky nepoužíval. Jsou v něm dřevěné klády, dlouhé 3–6 m, naskládány horizontálně na podvalech do celkové výšky asi 2m. Milíř má šířku danou délkou klád a je dlouhý 10–20 m. Celkový obsah milíře se pohybuje mezi 50-500 plnometrů dřeva. Byl používán především v severní Evropě, hodí se pro zpracování měkkého dřeva.
- Stojatý milíř – Uprostřed je postavena silná tyč nebo svazek tyčí ("král"), výšky cca 3 m. Kolem je postavena podlaha o průměru několika metrů. Těsně kolem krále je navršeno klestí a jiný snadno hořlavý materiál. Pak následují vrstvy silných, na výšku postavených kusů dřeva, opřené o krále a pak o sebe. Tak vznikne plochá hromada. Ta je zakryta vrstvou chvojí, na které pak spočívá nejsvrchnější vrstva vlhké těsnicí směsi hlíny, popela a mouru.

## Milíř v současnosti
Dnes se milíře pro výrobu dřevěného uhlí používají jen zřídka v některých chudších zemích. Většinou byly nahrazeny ocelovými karbonizátory, které mají vyšší účinnost (ze stejného množství dřeva se získá více uhlí) i kratší dobu výrobního cyklu. Navíc bylo v průmyslu od 18. století dřevěné uhlí postupně nahrazeno uhlím kamenným a tím poklesla po dřevěném uhlí poptávka.
V 50. letech 20. století se pro jaderný reaktor v české literatuře používal termín jaderný milíř, patrně podle německého Atommeiler.
V letní sezóně je možno zhlédnout milíře ve skanzenu výroby dřevěného uhlí u obce Lhota na Kladensku. Následující fotogalerie dokumentuje stavbu a pálení milíře v beskydské obci Košařiska - Milíř.

Stavba a pálení milíře v beskydské obci Košařiska
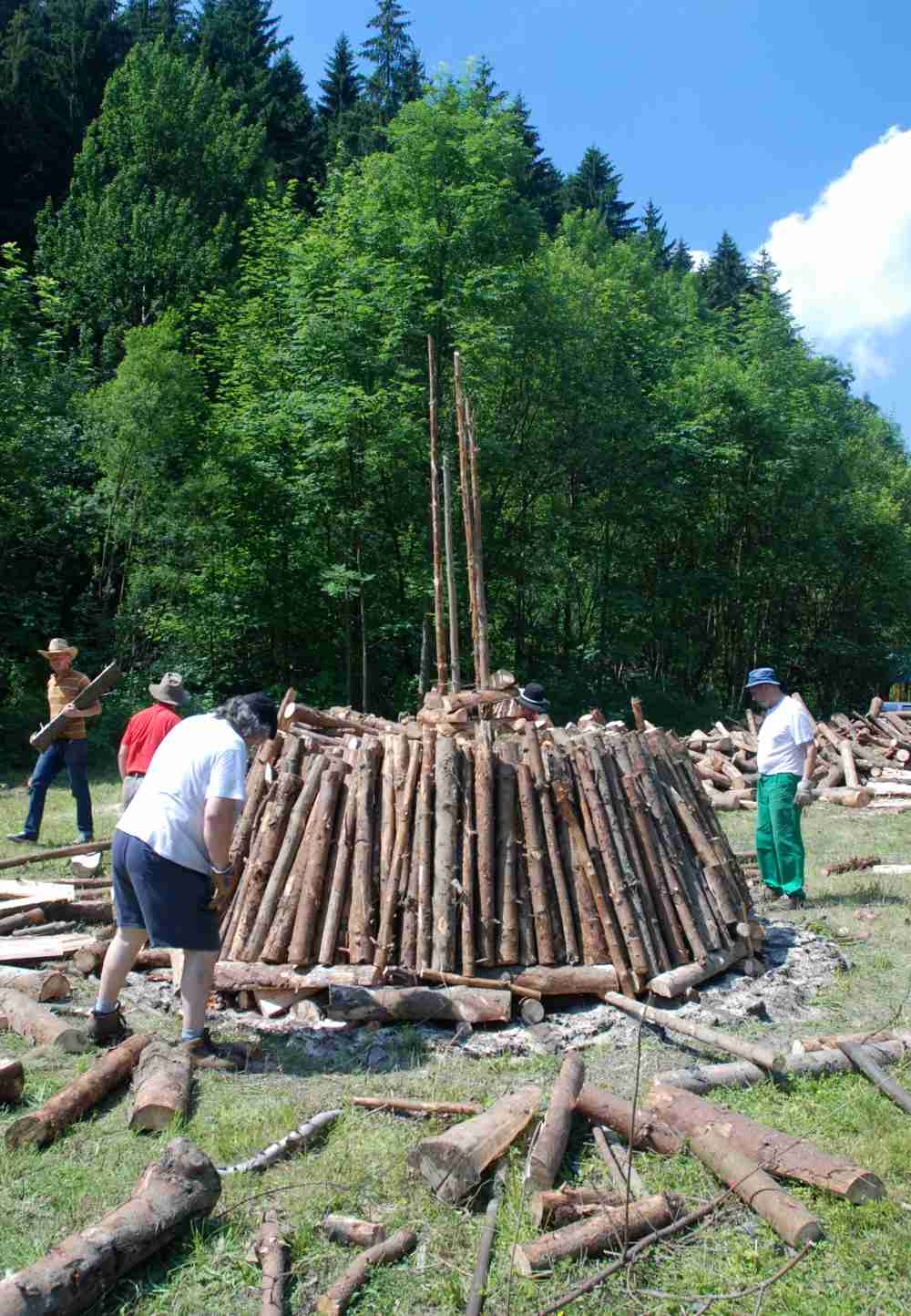
Základ milíře
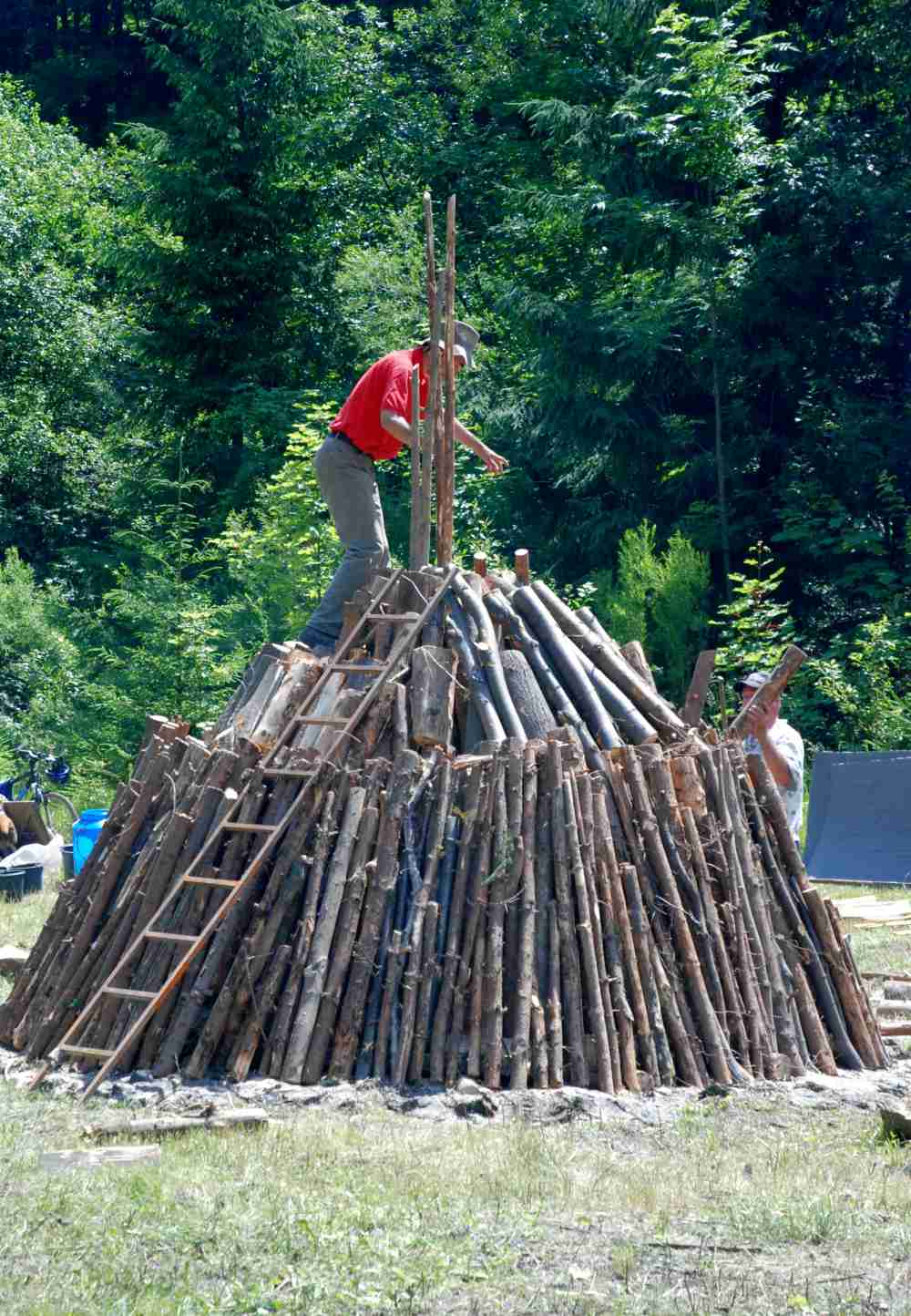
Další dřevěné patro
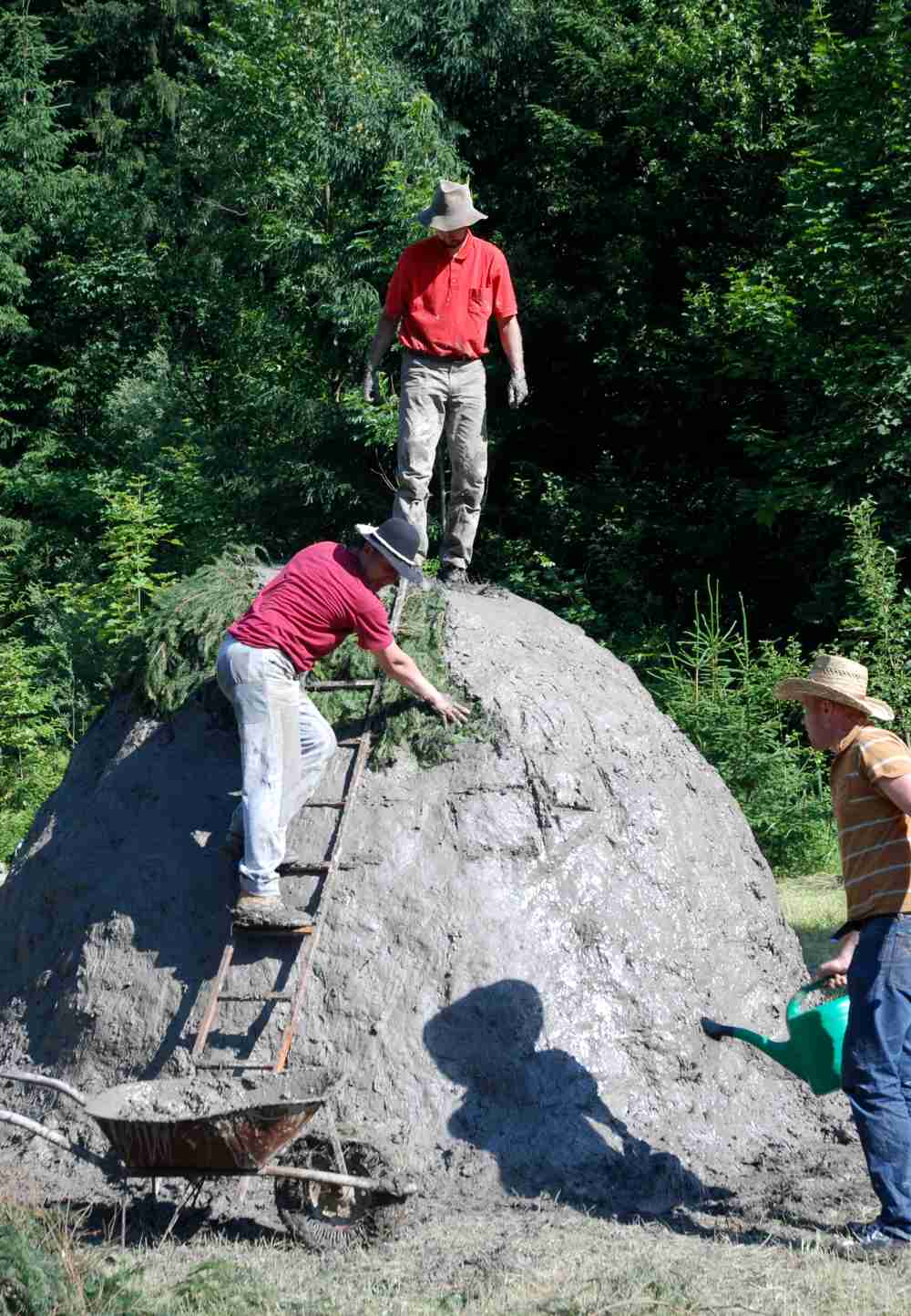
Zakrytí milíře hlínou
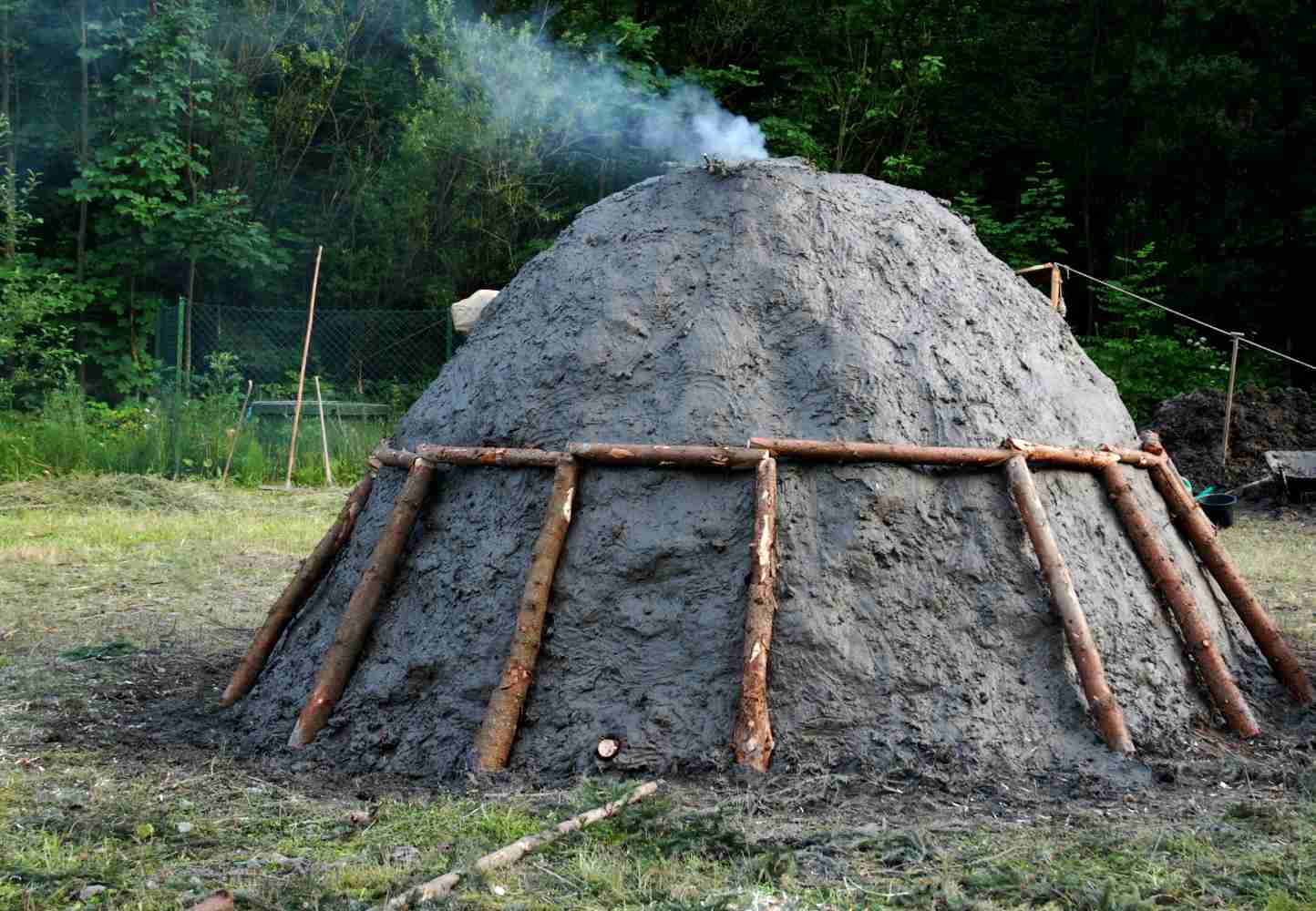
Hoří

## Galerie

Maketa milíře na šumavské Modravě
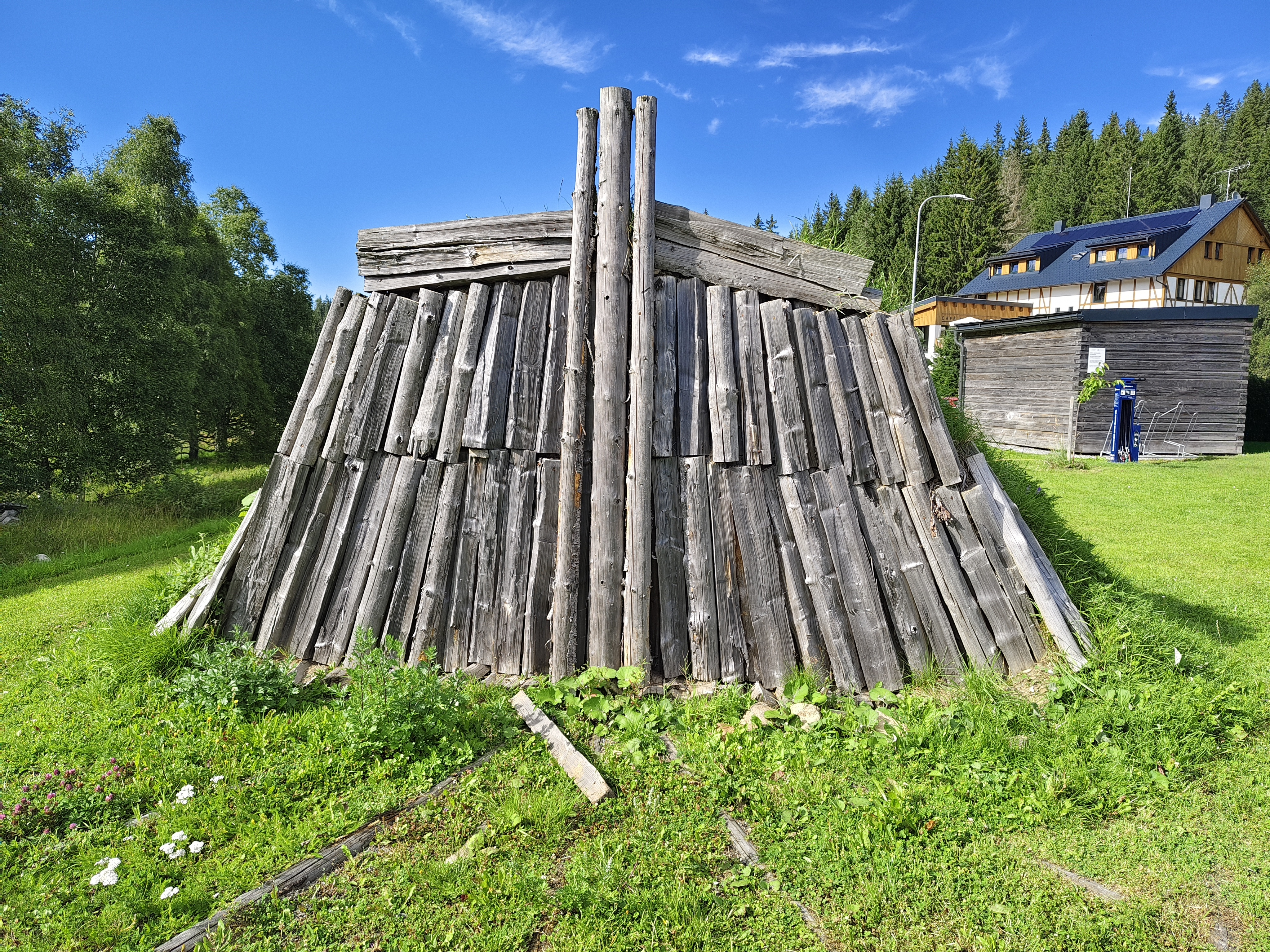
Čelní pohled na maketu milíře
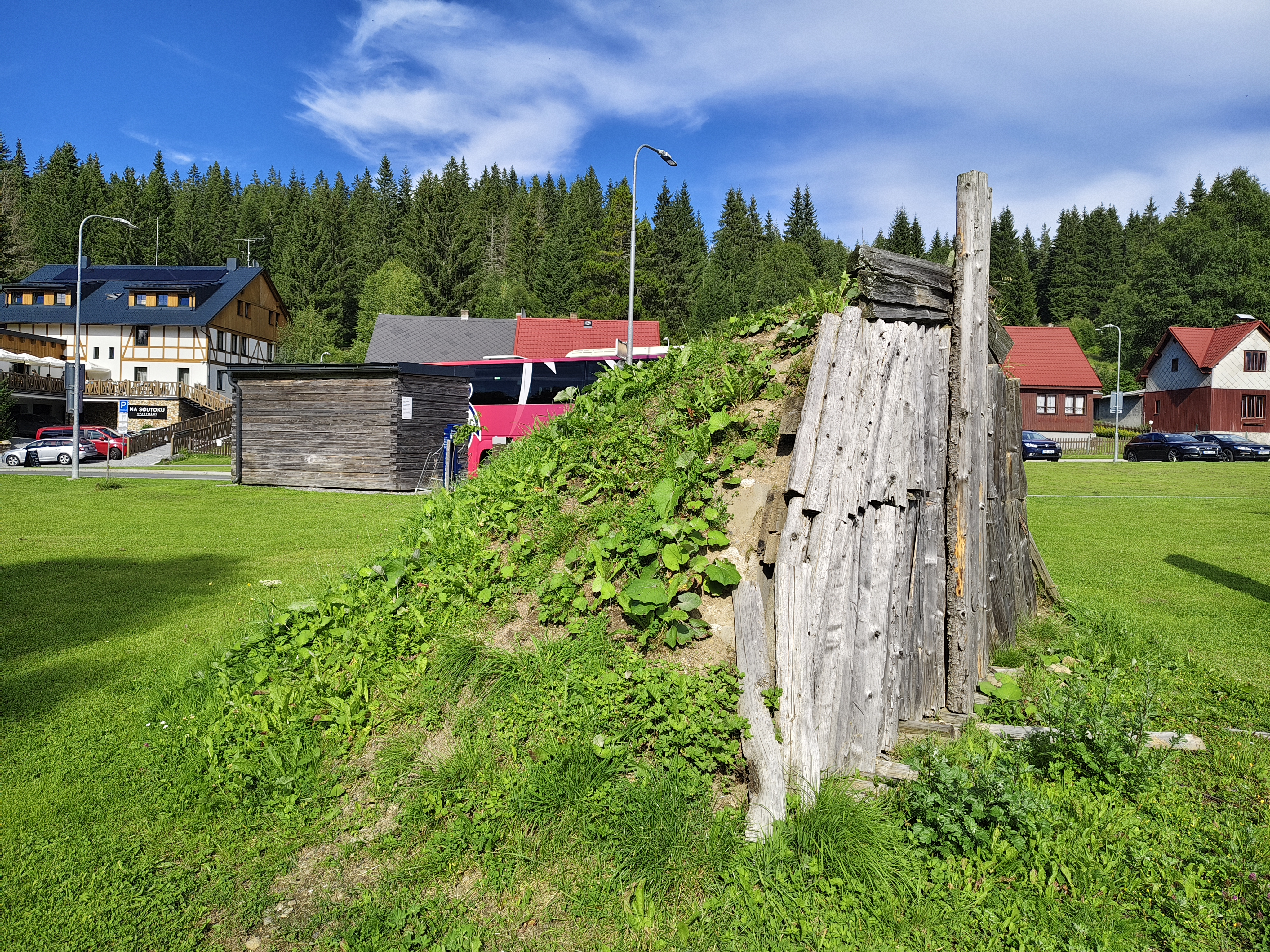
Boční pohled na maketu milíře
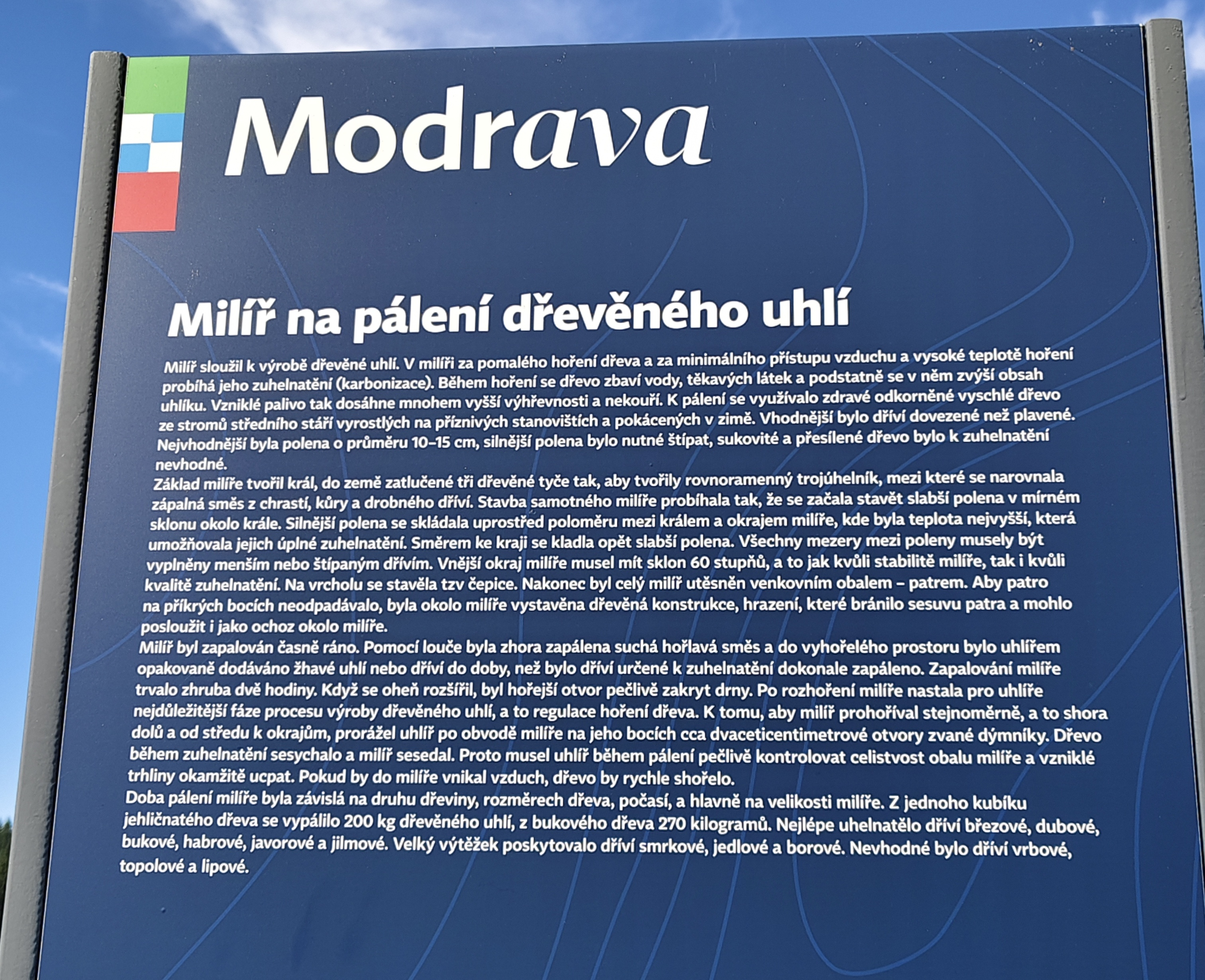
Informační tabule s česky psaným textem